# Lista de consulados no Recife

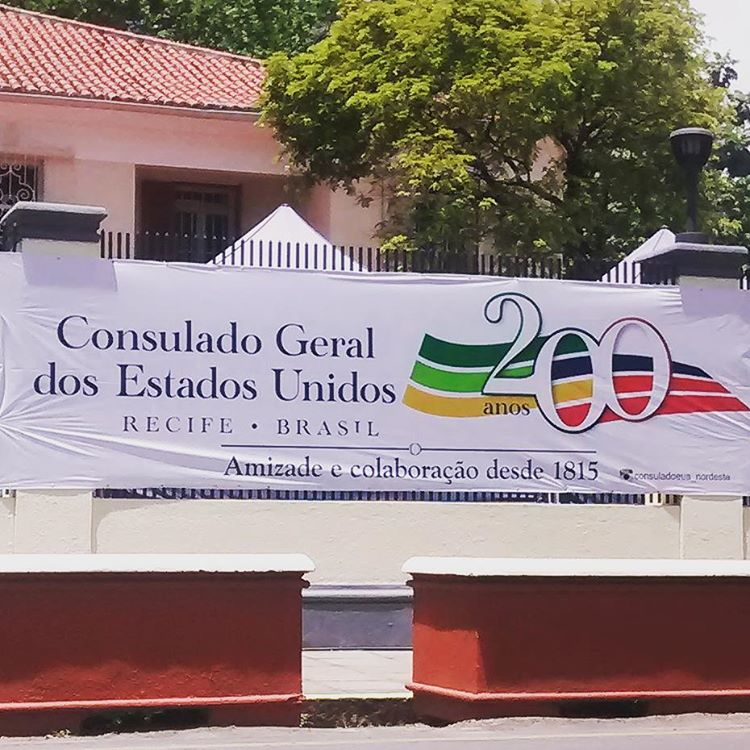
O Consulado-Geral dos Estados Unidos no Recife, de 1815, é a representação diplomática mais antiga do Brasil, e o primeiro consulado estadunidense estabelecido no Hemisfério Sul.

Esta é uma lista de consulados presentes na cidade do Recife e região metropolitana, em Pernambuco, Brasil:

## Consulados-gerais
- Alemanha[2]
- China[3]
- Estados Unidos[4]
- França[5]
- Reino Unido[6]
- Venezuela[7]

## Consulados
- Argentina[8]
- Eslovênia[9]
- Itália[10]
- Japão[11]
- Portugal[12]

## Consulados honorários
- Albânia[13]
- Áustria[14]
- Bélgica[15]
- Cabo Verde[16]
- Colômbia[17]
- Costa do Marfim[18]
- Dinamarca[19]
- Eslováquia[20]
- Espanha[21]
- Filipinas[22]
- Finlândia[23]
- Grécia[24]
- Indonésia[25]
- México[26]
- Países Baixos[27]
- Paraguai[28]
- Peru[29]
- Chéquia[30]
- Suécia[31]
- Suíça [32]
- Turquia[33]
- Uruguai[34]

## Representações comerciais estrangeiras
- Canadá[35]

## Representações de comunidades estrangeiras
- Comunidade Árabe
- Comunidade da Argentina
- Comunidade da China
- Comunidade dos Estados Unidos da América
- Comunidade da França
- Comunidade de Israel
- Comunidade da Itália
- Comunidade do Japão
- Comunidade do Peru
- Comunidade de Portugal
- Comunidade do Reino Unido
- Comunidade do Senegal